# كاتارينا ماري شوبرت
كاتارينا ماري شوبرت (بالألمانية: Katharina Marie Schubert)‏ هي ممثلة ألمانية، ولدت في 22 يناير 1977 بغيفهورن في ألمانيا.

## وصلات خارجية
- كاتارينا ماري شوبرت على موقع IMDb (الإنجليزية)
- كاتارينا ماري شوبرت على موقع مونزينجر (الألمانية)
- كاتارينا ماري شوبرت على موقع ألو سيني (الفرنسية)
- كاتارينا ماري شوبرت على موقع ميوزك برينز (الإنجليزية)
- كاتارينا ماري شوبرت على موقع قاعدة بيانات الفيلم (الإنجليزية)
- كاتارينا ماري شوبرت على موقع كينوبويسك (الروسية)